# Костянтинівка (Джанкойський район)
Костянти́нівка (крим. Kostăntınivka) — село Джанкойського району Автономної Республіки Крим. Населення становить 356 осіб. Орган місцевого самоврядування — Мирнівська сільська рада. Розташоване в центрі району.

## Географія
Костянтинівка — село в центрі району, у степовому Криму, фактично — південна околиця Джанкою, висота над рівнем моря — 20 м. З півдня, також низкою (близько 200 м), село Тимофіївка. Через село проходить залізнична лінія (на лінії Солоне Озеро — Севастополь).

## Історія
Судячи за доступними історичними документами, Костянтинівка утворена на початку 1920-х років, оскільки вперше джерелах зустрічається в Списку населених пунктів Кримської АРСР за Всесоюзним переписом від 17 грудня 1926 року, згідно з яким Костянтинівка входила до складу Мар'їнської сільради Джанкойського району . Після німецько-радянської війни входила до складу Дніпровської сільради, а з 1979 — Мирнівської.

## Населення
Згідно з переписом УРСР 1989 року чисельність наявного населення села становила 229 осіб, з яких 98 чоловіків та 131 жінка.
За переписом населення України 2001 року в селі мешкало 356 осіб.

### Мова
Розподіл населення за рідною мовою за даними перепису 2001 року:
| Мова              | Відсоток |
| ----------------- | -------- |
| кримськотатарська | 60,11 %  |
| російська         | 33,71 %  |
| українська        | 5,62 %   |
| білоруська        | 0,28 %   |
| болгарська        | 0,28 %   |